# Tornillo
Tornillo – jednostka osadnicza w Stanach Zjednoczonych, w stanie Teksas, w hrabstwie El Paso.